# Rückwärtsgang
Ein Rückwärtsgang ist eine technische Vorrichtung, ein Fahrzeug gegen dessen Hauptfahrtrichtung in Bewegung zu setzen. In Deutschland ist nach § 39 Straßenverkehrs-Zulassungs-Ordnung bei bestimmten Arten von Kraftfahrzeugen eine Möglichkeit vorzusehen, diese vom Fahrersitz aus zum Rückwärtsfahren zu bringen.

Ein (im Getriebe realisierter) Rückwärtsgang ist dazu nicht vorgeschrieben, jedoch bei Fahrzeugen mit Verbrennungsmotoren üblich. Umsteuerbare Verbrennungsmotoren gibt es fast nur auf Schiffen. 
Auch Fahrzeuge, die nicht unter diese Regelung fallen, sind teilweise mit Rückwärtsgang ausgestattet, so zum Beispiel schwere Motorräder.
Bereits 1895 bot Daimler den sogenannten Riemenwagen mit Rückwärtsgang an. Benz folgte 1896, das Velociped war nun auf Kundenwunsch ebenfalls mit Rückwärtsgang erhältlich. Ab 1900 war bei Benz der Rückwärtsgang serienmäßig.
In technischer Hinsicht wird beim

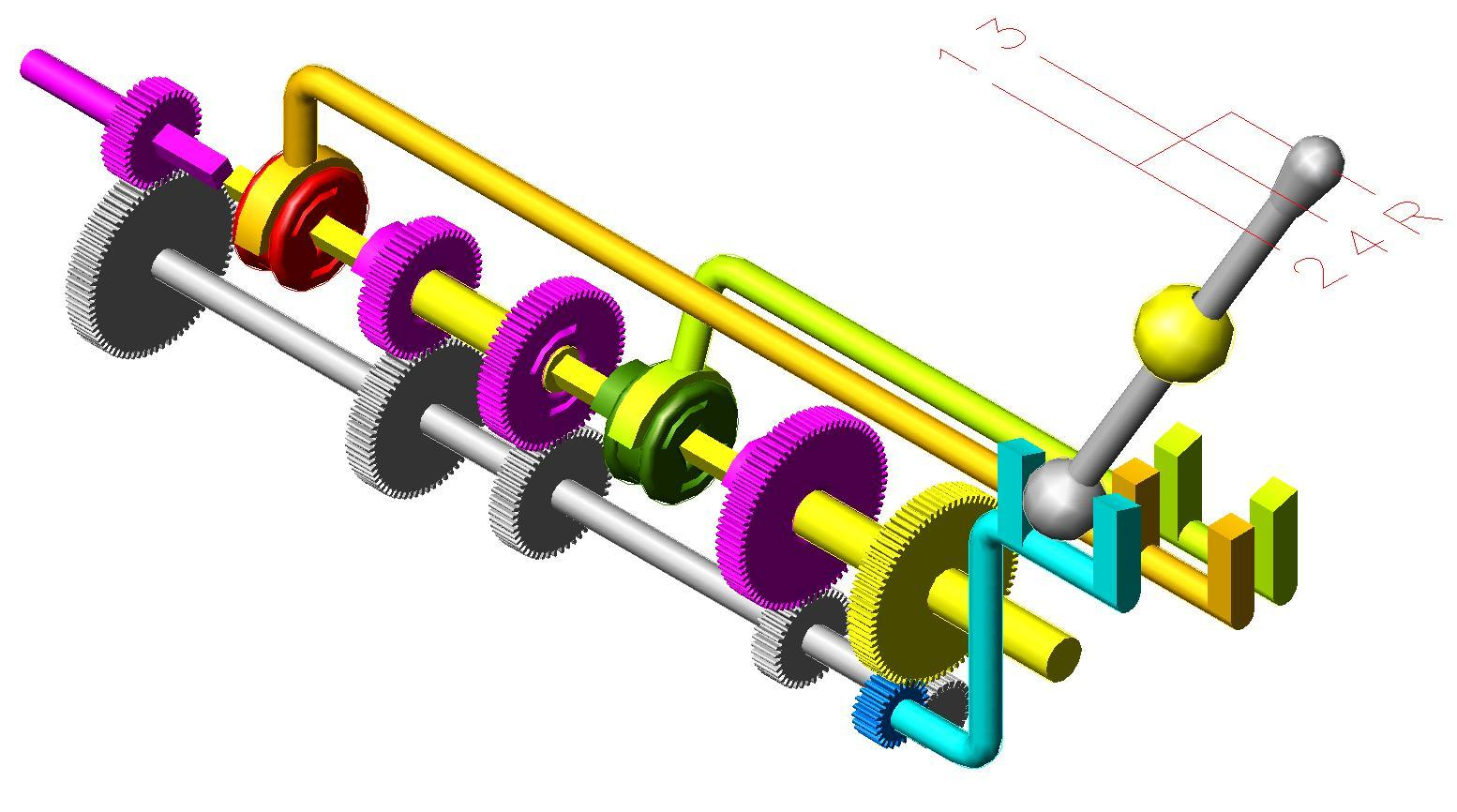
Beim Schaltgetriebe (hier ein Schaltmuffengetriebe) wird zwischen Vorgelegewelle (weiß) und Abtriebswelle (gelb) ein Zahnrad (blau) zwischengeschaltet. Dies bewirkt eine Umkehrung der Drehrichtung der Abtriebswelle.

- Schaltgetriebe zwischen Abtriebswellewelle und Vorgelegewelle ein Zahnrad zwischengeschaltet und beim
- Automatikgetriebe zum Beispiel der Planetenradträger eines einfachen Planetenradsatzes festgehalten. Dadurch ändert sich die Drehrichtung der Abtriebswelle. Manche Automatikgetriebe haben auch zwei Rückwärtsgänge. Der zweite Gang dient dann dazu, das Anfahren auf glatter Fahrbahn zu vereinfachen.

Beim Toyota Prius existiert kein eigener Rückwärtsgang im Getriebe. Stattdessen wird der zweite Motorgenerator, der starr mit den Antriebsrädern gekoppelt ist, rückwärts angetrieben. Der Prius fährt somit rückwärts stets elektrisch, der Verbrennungsmotor steht währenddessen, sofern er nicht gerade zum Aufwärmen oder Laden der Batterie mit Leerlaufdrehzahl läuft.
Auch bei rein elektrisch betriebenen Fahrzeugen gibt es keinen Rückwärtsgang, der mit umgekehrter Drehrichtung laufende Elektromotor ermöglicht in solchen Fahrzeugen Rückwärtsfahren.
In älteren französischen Automobilen ist der Rückwärtsgang meist mit „AR“ statt „R“ gekennzeichnet, weil Rückwärts auf Französisch arrière heißt.
Der Rückwärtsgang hat meist ein Untersetzungsverhältnis ungefähr wie der 1. (langsamste) Vorwärtsgang. Hat ein Fahrzeug ein oder zwei weitere Getriebe, etwa Feinabstufungen (Vorgelege) bei Lkw oder eine auf alle Gänge wirkende Geländeuntersetzung, so stehen eventuell mehrere Übersetzungen für die Rückwärtsfahrt zur Verfügung. 
Zum Einlegen des nicht synchronisieren Rückwärtsgangs werden die Zahnräder einfach nur ineinander geschoben. Deshalb sind die Zahnräder dieses Ganges gerade verzahnt und nicht wie die anderen schräg verzahnt. Beim Fahren im Rückwärtsgang bewirkt das ein typisches Heulgeräusch. Er lässt sich nicht einlegen, wenn die Getriebewellen nicht stillstehen, also bei rollendem Fahrzeug oder wenn bei erhöhter Motordrehzahl grade erst ausgekuppelt wurde. Aus Kostengründen werden beim Rückwärtsgang diese nachteiligen Eigenschaften toleriert, denn er wird nur relativ selten und nur kurzzeitig gebraucht. Zu den ersten Automobilen mit synchronisiertem Rückwärtsgang zählen die gehobenen Ausstattungsvarianten des Mercedes W123 Kombi.
Arbeitsmaschinen haben mitunter gleich viele Rückwärts- wie Vorwärtsgänge. Im Fall von Schubraupen oder Radladern können diese sogar schneller als vorwärts untersetzt sein, da Schaufel oder Schild dann keine oder weniger Schubkraft benötigen.